# انوسیس

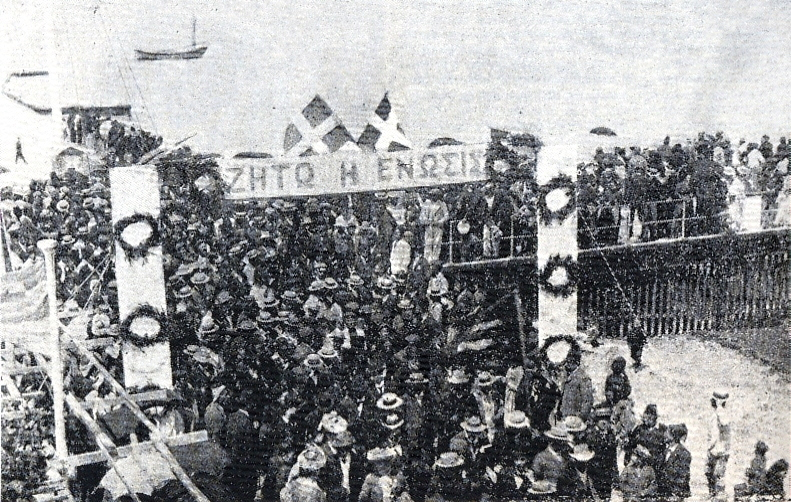
تظاهراتی در قبرس در دهه ۱۹۳۰ به نفع انوسیس

انوسیس (یونانی: Ένωσις؛ به معنای «اتحاد») جنبش جوامع پرشمار یونانی ساکن خارج یونان برای پیوستن به این کشور است. این اندیشه به اندیشه مگالی، یک مفهوم بازپیوندخواهانه که به دنبال بنیان‌گذاری یونان نوین در سال ۱۸۳۰ بر سیاست یونان تسلط یافت، مرتبط است. اندیشه مگالی خواستار پیوستن همه سرزمین‌های یونان‌نشین، مناطقی که در جنگ استقلال یونان در دهه ۱۸۲۰ شرکت کرده بودند اما در پیوستن به یونان ناموفق و تحت حکومت خارجی‌ها باقی مانده بودند، بود.
یک نمونه شناخته‌شده از انوسیس جنبش یونانی‌های قبرس برای اتحاد قبرس با یونان است. اندیشه انوسیس در قبرس تحت حکومت بریتانیا با کارزار حق تعیین سرنوشت قبرس، به ویژه در میان اکثریت یونانی جزیره، در ارتباط بود. با این وجود بسیاری از ترک‌های قبرس مخالف انوسیس بدون تقسیم (تقسیم جزیره میان یونانی‌ها و ترک‌ها) بودند. در سال ۱۹۶۰ جمهوری قبرس بدون انوسیس یا تقسیم بنیان‌گذاری شد.
در آن زمان، خشونت میان‌جامعه‌ای قبرس در پاسخ به اهداف مختلفی رخ داد و در ادامه میل به «انوسیس» منجر به کودتای ۱۹۷۴ قبرس در تلاش برای دستیابی به آن شد. گرچه این کار ترکیه را به تجاوز نظامی به قبرس تشویق کرد، که منجر به تقسیم جزیره و ایجاد مناقشه قبرس کنونی شد.